# Talsi
Talsi (tyska: Talsen) är en stad i regionen Kurland i Lettland.